# Charles Percier

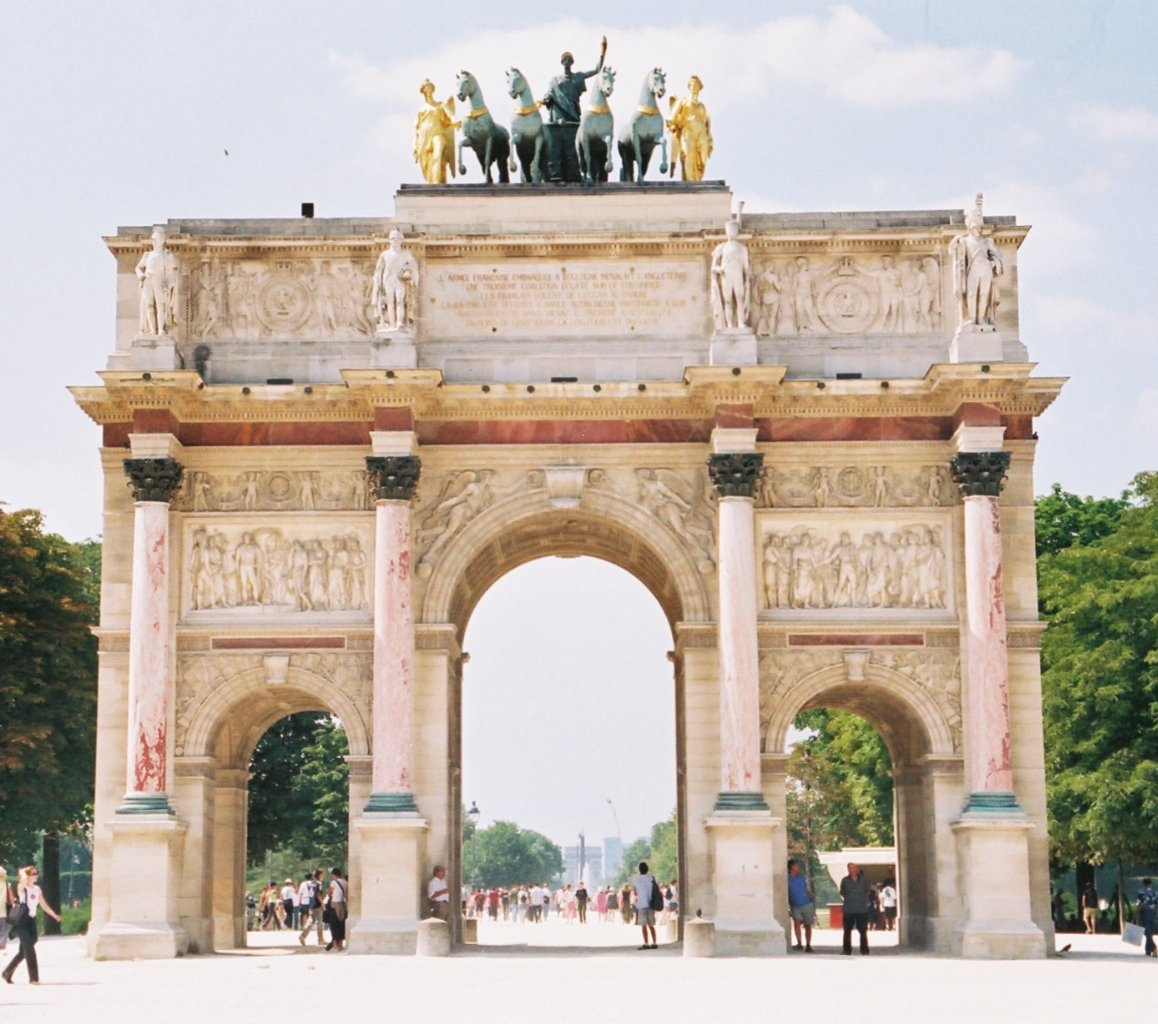
Arc de triomphe du carrousel - Paříž

Charles Percier (22. srpna 1764 – 5. září 1838, Paříž) byl francouzský architekt a interierový tvůrce. Úzce spolupracoval se svým studijním kolegou Pierre-Francois–Leonardem Fontainem a oba pracovali zejména na zakázky Joséphine de Beauharnais a samotného Napoleona Bonaparte. Během konsulátu byli vytíženi zejména přestavbou zámku Malmaison u Paříže. V době prvního císařství se proslavili nejvíce stavbou Arc de Triomphe du Carrousel u Louvru v Paříži. Percier je považován za největšího architekta období empíru.

## Život
Percierovo vzdělání na École Royale Gratuite de Dessin v Paříži v letech 1773 až 1779 znamenalo první umělecký stupeň jeho kariéry, která příkře stoupala až k funkci architekta Napoleona I. a nejvýznačnějšího návrháře dekorativního umění své doby. Na zmíněné škole, založené 1766 malířem Jean-Jacques Bachelierem (1724-1806) se kladl důraz na tvorbu italské vrcholné renesance, manýrismu a stylu Ludvíka XIV. Od roku 1779 pak studoval Percier na Académie royale d'architecture v Paříži. Jeho učiteli zde byli Antoine-François Peyre, zvaný Peyre mladší (1739-1823) a profesor J. D. Le Roy (1724-1803). Současně pracoval pro P. A. Pârise (1745-1819), a tam si u tohoto předního architektonického kreslíře zdokonalil svou rýsovací a kreslířskou techniku. V roce 1786 byl vyznamenán akademií Římskou cenou, spojenou s dlouhodobým studijním pobytem v Římě. Tam pobýval v letech 1786-1791 na Académie de France à Rome.
Po návratu do Paříže vypracoval návrh na výzdobu Opery v Paříži, upozornil na sebe odbornou veřejnost a vysloužil si pověst moderního umělce. Do návratu Fontaina z Londýna, kde pobýval v emigraci (návrat 1796), pracoval ve spolupráci s Claudem-Louis Bernierem (1755-1830). Otevřel si atelier výtvarných umění a po dobu 22 let zde vyučoval. Žáci atelieru během let získali 18 Římských cen. Roku 1811 byl Percier zvolen členem Akademie.

## Architektonická díla
(s Fontainem):
- 1795–1797: Palais des Tuileries, Paříž, jižní křídlo, přestavba "Salle de la Convention" na divadelní sál
- 1800–1802: zámek Malmaison, přestavba interiérů i návrhy nového mobiliáře
- 1802: rue Impériale (dnes Rue de Rivoli), Paříž
- 1802–1812: Palais du Louvre, Paříž, křídlo v rue de Rivoli
- 1804: zámek Fontainebleau
- 1807–1809: Arc de Triomphe du Carrousel, Paříž